# Михайловский сельский совет (Лебединский район)
Михайловский сельский совет (укр. Михайлівська сільська рада) — входит в состав
Лебединского района
Сумской области
Украины.
Административный центр сельского совета находится в 
с. Михайловка
.

## Населённые пункты совета
- с. Михайловка
- с. Байрак
- с. Парфилы
- пос. Першотравневое
- с. Степное
- с. Шумилы

## Ликвидированные населённые пункты совета
- с. Кринички